# Macrozona salinera

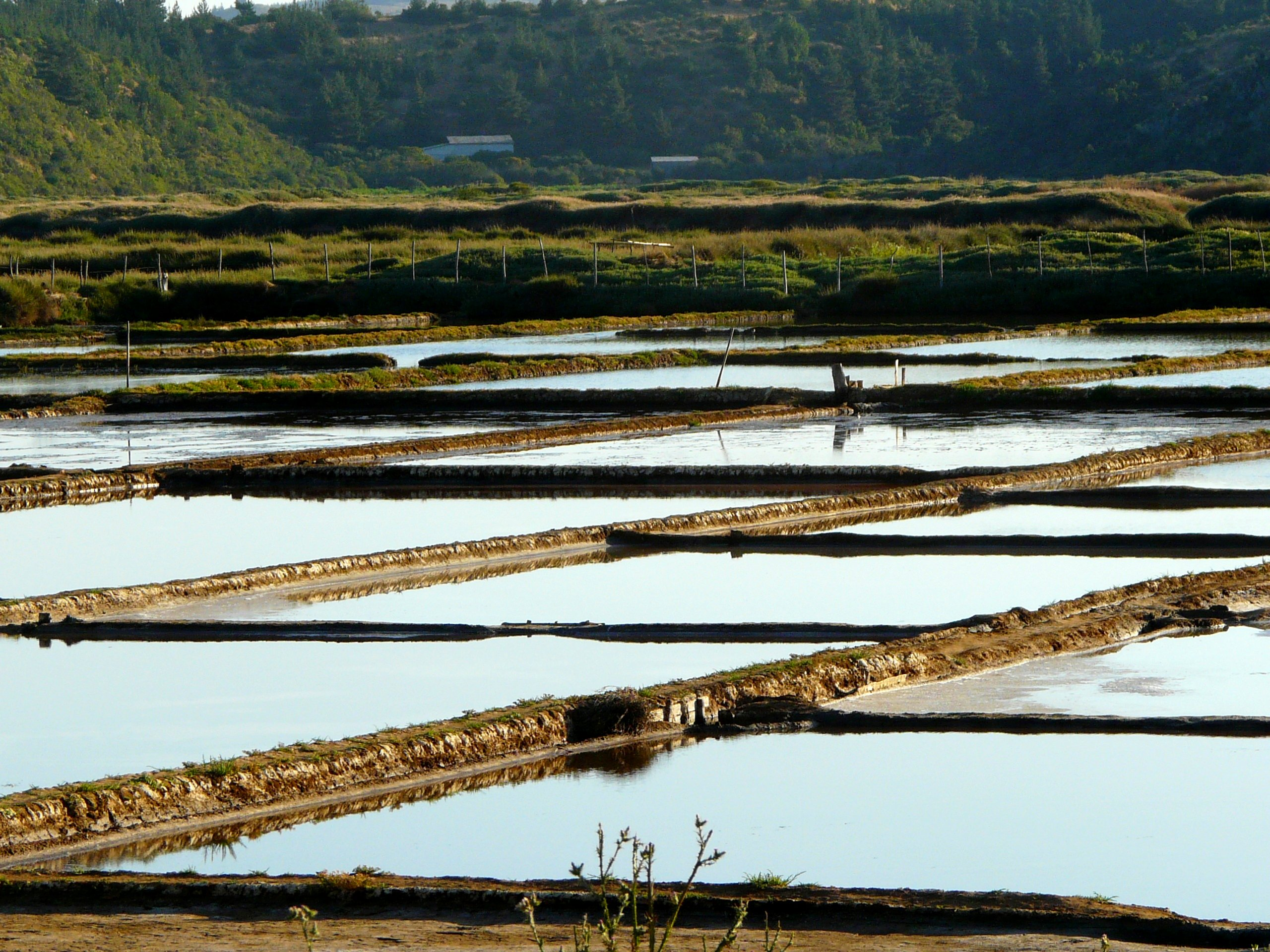
Salinas de Cáhuil, Pichilemu

La macrozona salinera, ubicada en la Región de O'higgins y Región del Maule, está conformada por las Salinas de Cáhuil, Barrancas, La Villa (Pichilemu), Lo Valdivia (Paredones) y Yoncavén (Boyeruca).  Alberga una historia, raíces y cultura en común en base a la extracción de sal de costa que se genera desde tiempos remotos en aquella zona y que perdura hasta el día de hoy, siendo una principal fuente para potenciar el turismo de estas pequeñas localidades del centro del país.

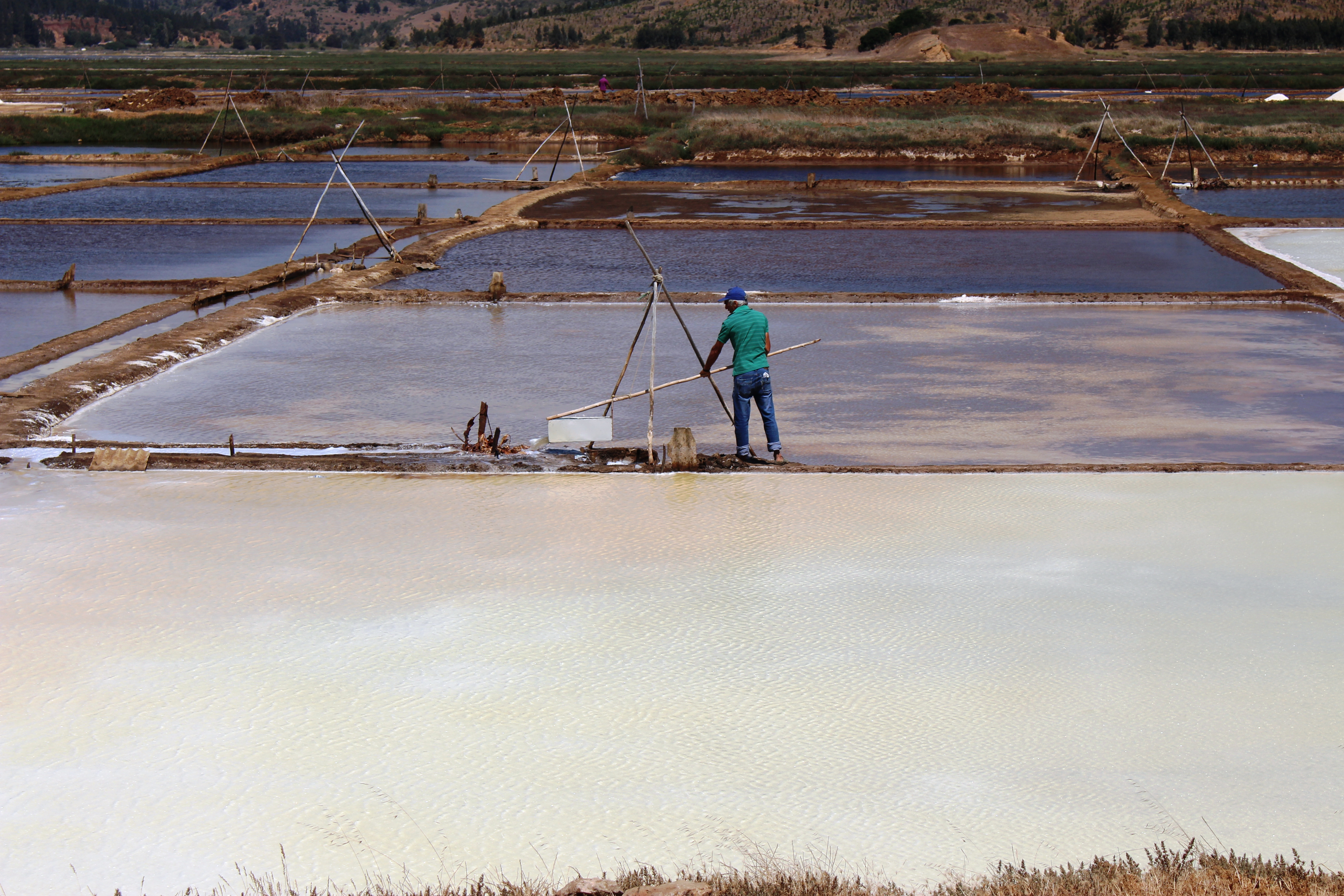
Salinas de Lo Valdivia, Paredones.

## Historia
Existe evidencia arqueológica de asentamientos prehispánicos, en este caso de los Incas, que extraían sal de mar en esta zona. Por otra parte, las crónicas de Gerónimo de Vivar cuentan que los conquistadores españoles tomaron la decisión de abastecerse de la sal en esta y otras zonas en las que también habían presencia de salineras, ya que con ella podían conservar las comidas, convirtiendo así la sal en un producto de primera necesidad para su consumo. Debido al alza de su adquisición, se debió regularizar gracias a la escasez a la que estaba llegando, provocando además se convirtiera en un bien de acceso más acotado. Esta regularización conllevó a formar salinas artificiales, cuarteles o piscinas que daban la oportunidad de "hacer y coger sal de mar".
En el siglo XVIII el Cabildo de Santiago comenzó a ser más estricto con las extracciones ilegales debido al desabastecimiento de sal. A pesar de aquello se siguió empleando su uso pero principalmente para las grandes haciendas que se ubicaban entre Rancagua y Colchagua. En ese entonces era comercializada de un lado a otro a través de caballos, y también vía mar gracias al Puerto de Llico. Más adelante en el siglo XIX y XX se comienza a hacer uso del Ramal Ferroviario San Fernando - Pichilemu.
Terminando el siglo XIX, para favorecer la industria nacional salinera se fija un impuesto aduanero a la sal proveniente del extranjero. Esto protegió en cierta parte a las salineras artesanales del feroz mercado externo, pero no así de las empresas salineras nacionales con grandes avances en comercio, producción, calidad, etc. que estaban surgiendo en varios lugares del norte del país.
En 1932 los productores de sal de Boyeruca, Bucalemu y Cáhuil se unieron para dar origen a la Asociación de Productores de Sal de Colchagua y Curicó. Durante este período la sal comienza a ser regulada estatalmente, ya que se declara como bien de primera necesidad. Sin embargo el 1973 la Dictadura Militar pone fin al control de los precios en todos los productos.
En 1957 se crea un impuesto a la sal nacional con el objetivo de potenciar el emplazamiento de obras en donde se desarrollaban las actividades salineras. En este caso se construyó un camino de tránsito permanente que conectaba a Pichilemu con Cáhuil y La Villa para así facilitar la transportación de la sal. No obstante, en 1959 se aprueba la yodación de la sal para combatir la enfermedad del bocio, y en 1979 se prohíbe la venta y consumo de la sal no yodada para todo Chile. Esto produjo un riesgo para la continuidad de este oficio ya que los salineros no tomaron medidas para adaptar la sal artesanal en base a las indicaciones puestas por el Ministerio de Salud en el Código Sanitario.

## Proceso de la Sal artesanal

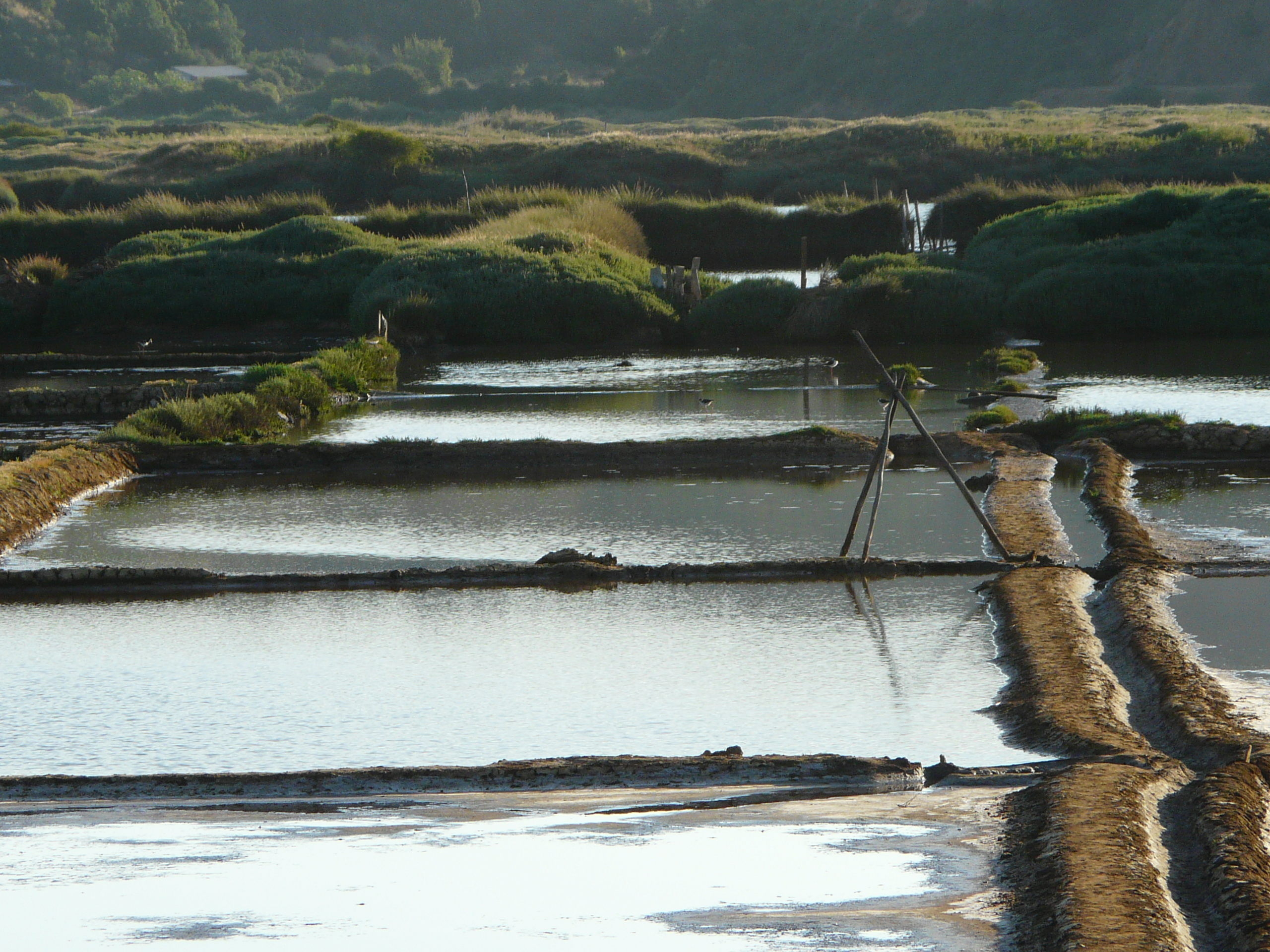
Almacenamiento de agua

Se divide en varios procesos, en los cuales de trabaja entre las estaciones de primavera y verano, o sea, entre los meses de septiembre y abril.
Trabajos preparatorios:
1. Apertura o desagüe
2. Reparación de fuertes o guardas
3. Desbarre o limpieza

Proceso de producción:

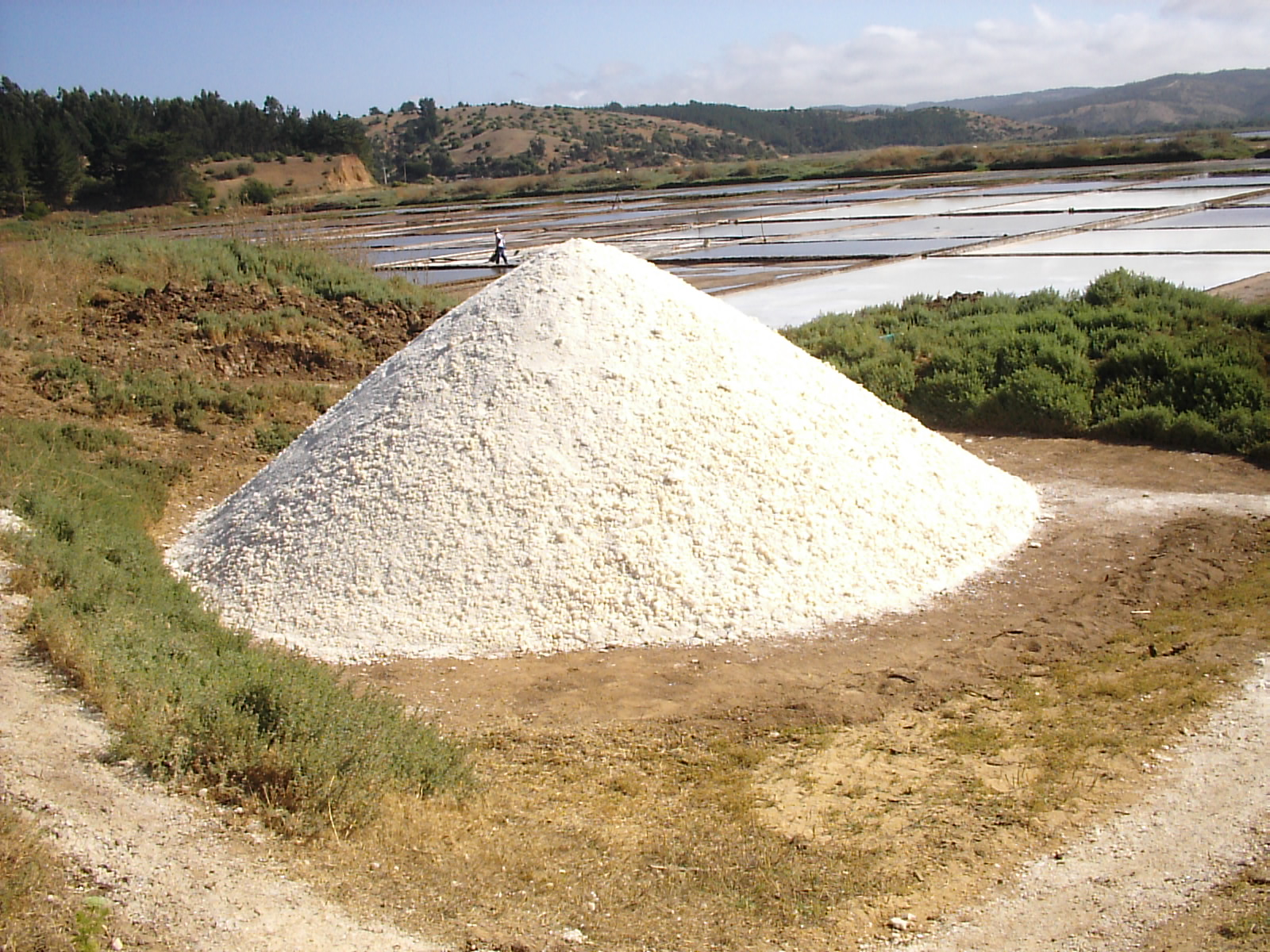
Apilado de sal.

1. Almacenamiento de agua en los corralones
2. Cocederas
3. Sancochadoras
4. Recocederas
5. Cosechador o cuartel final
6. Apilado
7. Secado y envasado
8. Comercialización.

## Importancia cultural

### Su origen
La actividad salinera se describe simplemente como una interacción entre lo natural con la tradición cultural. Todo esto no es un simple proceso de cultivo y producción: lo que lo hace especial es que la misma materia prima proviene y la genera nuestra propia naturaleza. Las variantes climáticas, el conocimiento de lo que genera del ciclo lunar ante las mareas, las estaciones, y un sinfín de cuestiones más que han sido transmitidos de generación el generación por los pueblos ancestrales. En este caso, el traspaso del conocimiento del oficio ha sido de parte de familiares directos, como padres, abuelos, o hermanos mayores.

### Identidad

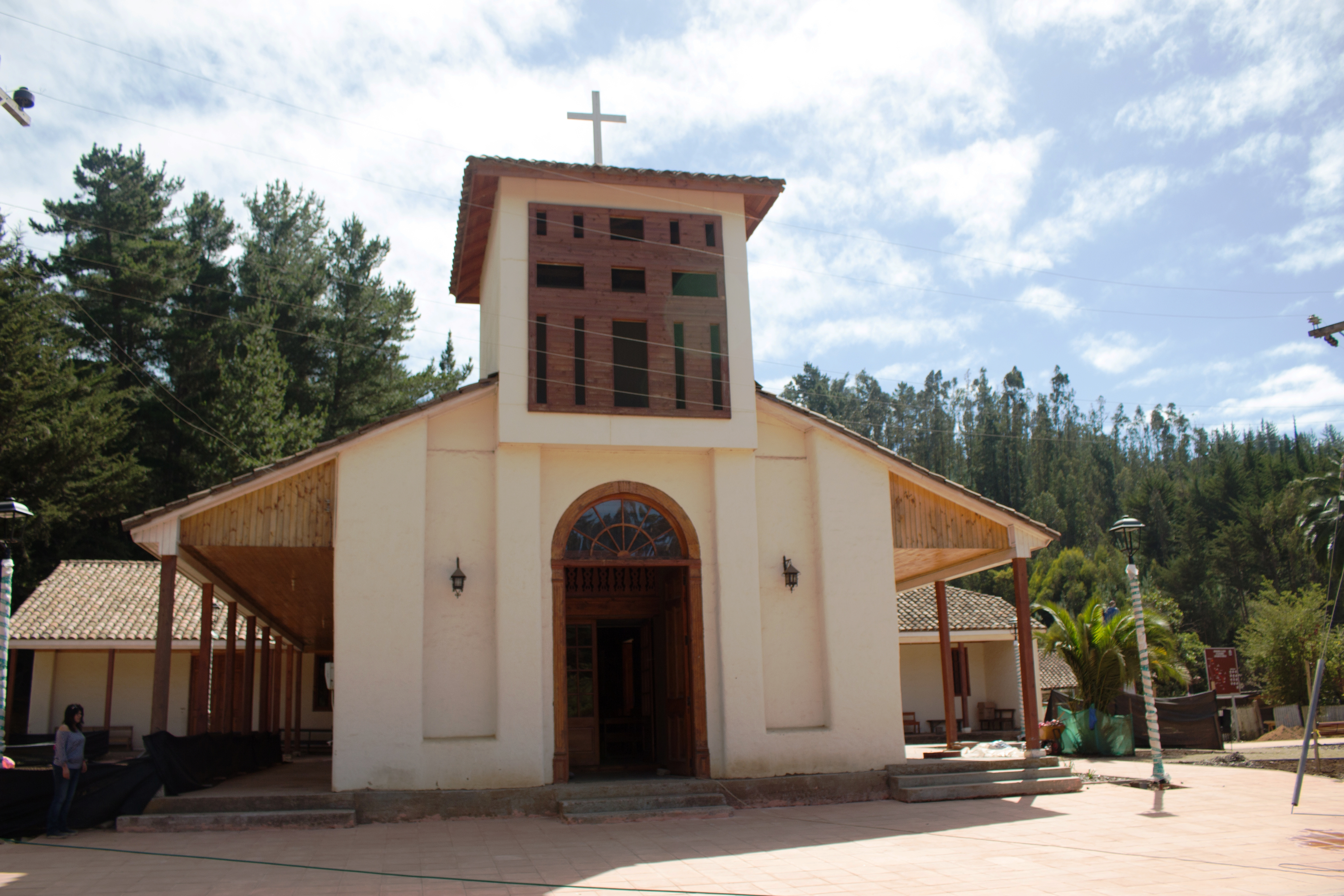
Iglesia de San Andrés de Ciruelos, Pichilemu.

Ellos se definen como salineros, ni mineros de la sal, ni tampoco se identifican con algún otro trabajo que tengan durante la temporada en la que no se dedican a sacar sal, y esto es debido a un apego afectivo que tienen con su cultura en particular.

### Festividades
En lo que es Cáhuil, Barrancas y La Villa, los salineros demuestran una religiosidad vinculada a su actividad, como lo es la procesión de San Andrés en Ciruelos y la fiesta de La Purísima en donde se traslada la figura de la Virgen María por tierra y mar. Además, los salineros de esta zona reconocen como su patrono a San Pancracio, sin embargo no es de tanta devoción como sí lo es San Andrés. También al finalizar el verano realizan la Fiesta de la Sal, en donde hay diversas actividades contempladas en base al producto estrella de la zona.
Por otra parte, en Lo Valdivia y Yoncavén no contemplan fiestas religiosas en su calendario pero si la Fiesta de la Sal que se realiza cada año en temporada alta.

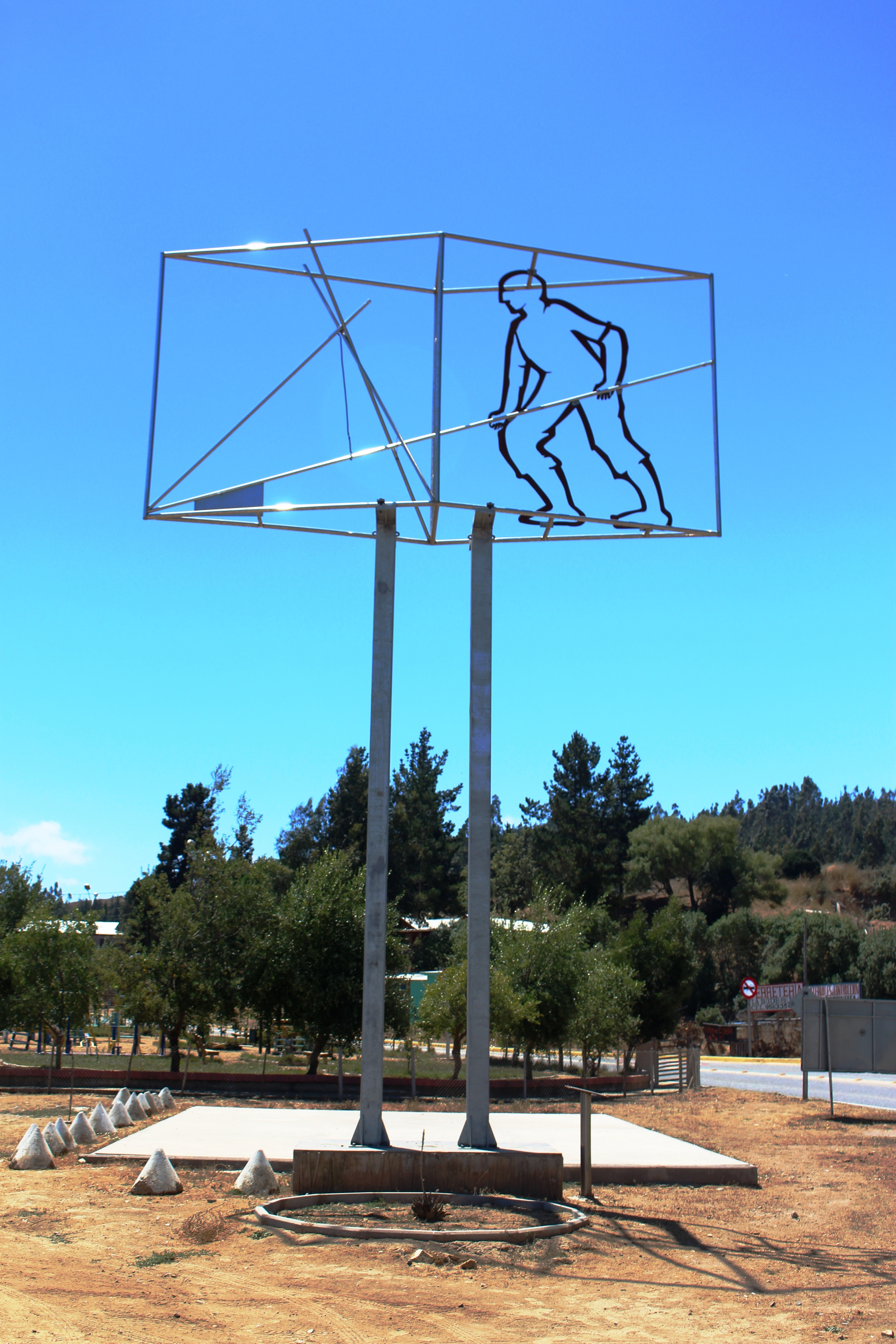
Escultura a los trabajadores salineros de Lo Valdivia, Paredones.

## Actualidad de los salineros
Como se menciona anteriormente, desde los años 80 aproximadamente las salineras se han visto en peligro de desaparecer. Las ganas de emigrar a ciudades para estudiar y salir de la inseguridad laboral que tienen las salineras lleva a que casi ningún joven de las familias salineras que siga la tradición de ser salinero, ya que no les suele ser atractivo y tampoco ven un futuro rentable dentro del oficio. Para reivindicar esta falta de apoyo, se crearon dos Cooperativas Campesinas de Salineros, una que une a las salinas de Cáhuil, Barrancas y La Villa, y otra que la compone las salinas de Lo Valdivia, pero con el tiempo no se consolidan como representativas en las localidades.
Una forma de comercializar la sal de mar, fue integrarla a los mercados formales. Una de las formas, fue que las cooperativas crearon una empresa de procesado en donde les permite cumplir con las regularizaciones sanitarias y la otra opción fue darle un valor agregado a la sal, vendiéndola así como un producto gourmet con diversas especias y hierbas, de distinta fineza, etc.
Además de esto, las acciones de salvaguardia de parte de la comunidad y el Estado, han sido fundamental para que siga esto en pie. En 2011 la Cooperativa Campesina de Salineros de Cáhuil, Barrancas y La Villa recibieron un reconocimiento como Tesoros Humanos Vivos de parte del Consejo Nacional de la Cultura y las Artes, en 2015 se le entregó el reconocimiento como Cultor destacado al Sindicato de Trabajadores Independientes de Salineros de Lo Valdivia.